# The Gay Parisian
The Gay Parisian (dt.: „Die fröhliche Pariserin“) ist ein US-amerikanischer Kurzfilm von Jean Negulesco aus dem Jahr 1941 mit den Ballets Russe de Monte Carlo. 

## Handlung
In einem großen Bilderrahmen wird zunächst ein junger Mann aus Peru vorgestellt, der mit zwei Gepäcktaschen nach Paris reist und sich umgehend in eine liebreizende Handschuhverkäuferin verliebt. Diese hat bereits zahlreiche Verehrer, von denen sich vor allem ein reicher Baron um sie bemüht. Ein hübsches Blumenmädchen ist wiederum in den Baron verliebt.
Im Café Parisien Mitte des 19. Jahrhunderts, als der Cancan gerade seine Blütezeit erlebt, feiern Kellner und Gäste vergnügt im Saal. Daraufhin erscheinen der Baron und der Peruaner, die nun beide um die Gunst der Handschuhverkäuferin buhlen. Es folgt ein Auftritt von Soldaten, worauf auch andere Verehrer versuchen, die Handschuhverkäuferin für sich zu gewinnen. Der Baron greift einen seiner Rivalen an und auch der Peruaner beginnt, sich mit einem Nebenbuhler zu schlagen. Als sich der Peruaner auch mit den Kellnern anlegt, versucht er sich unter einer Sitzbank zu verstecken, doch die Kellner entdecken und vertreiben ihn. 
Unterdessen hat der Baron seine Angebetete für sich allein, worauf der Tanzmeister Tortoni mit einer Gruppe von Cancan-Tänzerinnen erscheint. Auch die Soldaten treten erneut auf und der Peruaner kehrt zurück. Als sich der Baron und die Handschuhverkäuferin innig küssen, gibt sich der Peruaner geschlagen.

## Hintergrund
Der Titel des Kurzfilms leitet sich vom Ballett Gaîté parisienne ab, das von Manuel Rosenthal 1938 aus verschiedenen Werken von Jacques Offenbach zusammengestellt wurde und im Film von den Ballets Russes vorgeführt wird. Die Musik stammt unter anderem aus den Operetten Orpheus in der Unterwelt, Mesdames de la Halle und Robinson Crusoé sowie aus den Opern Pariser Leben, La Périchole, Le voyage dans la lune und Hoffmanns Erzählungen.

## Auszeichnungen
Bei der Oscarverleihung 1942 war The Gay Parisian in der Kategorie Bester Kurzfilm für den Oscar nominiert, konnte sich jedoch nicht gegen MGMs Main Street on the March! durchsetzen.